# Землетрясение на Лисьих островах (2010)
Землетрясение магнитудой 6,7 произошло 18 июля 2010 года в 05:56:44 (UTC) на Лисьих островах, в 66 км к западу от посёлка Никольский (Аляска) (США). Гипоцентр землетрясения располагался на глубине 14,0 километров. Интенсивность землетрясения составила IV по шкале Меркалли.
Землетрясение ощущалось в городе Уналашка, в бухте Датч-Харбор, в посёлке Никольский и на острове Унимак.
В результате землетрясения сообщений о жертвах и разрушениях не поступало.

## Тектонические условия региона
Дуга Алеутских островов простирается примерно на 3000 км от залива Аляска до Камчатского полуострова. В этом регионе Тихоокеанская плита погружается в мантию под плиту Северной Америки. Эта субдукция ответственна за формирование Алеутских островов и глубоководного Алеутского жёлоба. По отношению к неподвижной плите Северной Америки Тихоокеанская плита движется на северо-запад со скоростью, которая увеличивается примерно с 55 мм в год на восточном краю дуги до 75 мм в год вблизи её западной оконечности. На востоке конвергенция плит практически перпендикулярна границе плит. Однако из-за кривизны границы к западу вдоль дуги субдукция становится всё более наклонной к границе, а вблизи западного края дуги, в районе Ближних островов, становится параллельным островной дуге.
Зоны субдукции, такие как Алеутская дуга, являются геологически сложными и вызывают многочисленные землетрясения различного происхождения. Деформация доминирующей плиты Северной Америки приводит к возникновению мелких землетрясений в земной коре, в то время как скольжение на границе плит создает землетрясения между плитами, которые простираются от основания жёлоба до глубины 40—60 км. На больших глубинах Алеутские землетрясения происходят в пределах субдуцирующей Тихоокеанской плиты и могут достигать глубины 300 км. С 1900 года вдоль Алеутского желоба, Аляскинского полуострова и Аляскинского залива произошло шесть сильных землетрясений: M8,4 на Крысьих островах 1906 года; M8,6 на островах Шумагина (1938); M8,6 у острова Унимак (1946); M8,6 на Андреяновских островах (1957); M9,2 в проливе Принца Вильгельма (1964); и M8,7 на Крысьих островах (1965). Параллельно Алеутскому жёлобу от залива Аляска до Крысьих островов простирается цепь действующих активных вулканов.